# Hărțău, Mureș
Hărțău (în maghiară Harcó) este un sat în comuna Pănet din județul Mureș, Transilvania, România.

## Istoric
Localitatea este atestat documentar în anul 1332 cu numele Hudzov, în acest a avut un preot paroh cu numele de Mihály.
Pe Harta Iosefină a Transilvaniei din 1769-1773 (Sectio 127), localitatea apare sub numele de „Harczo”.

## Obiective
- Biserica reformată din Hărțău
- Biserica de lemn din Hărțău

## Imagini

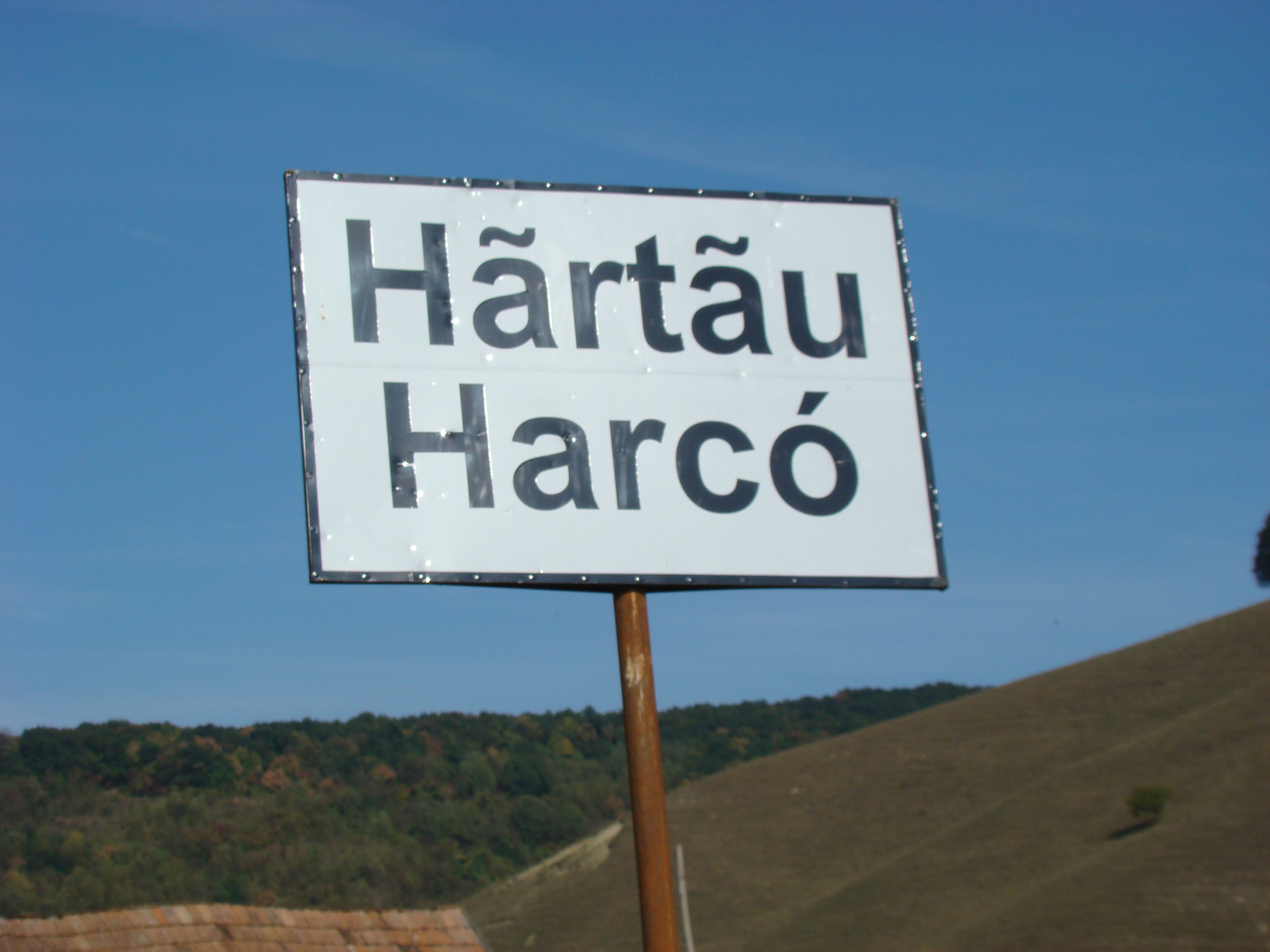
Intrarea în localitate
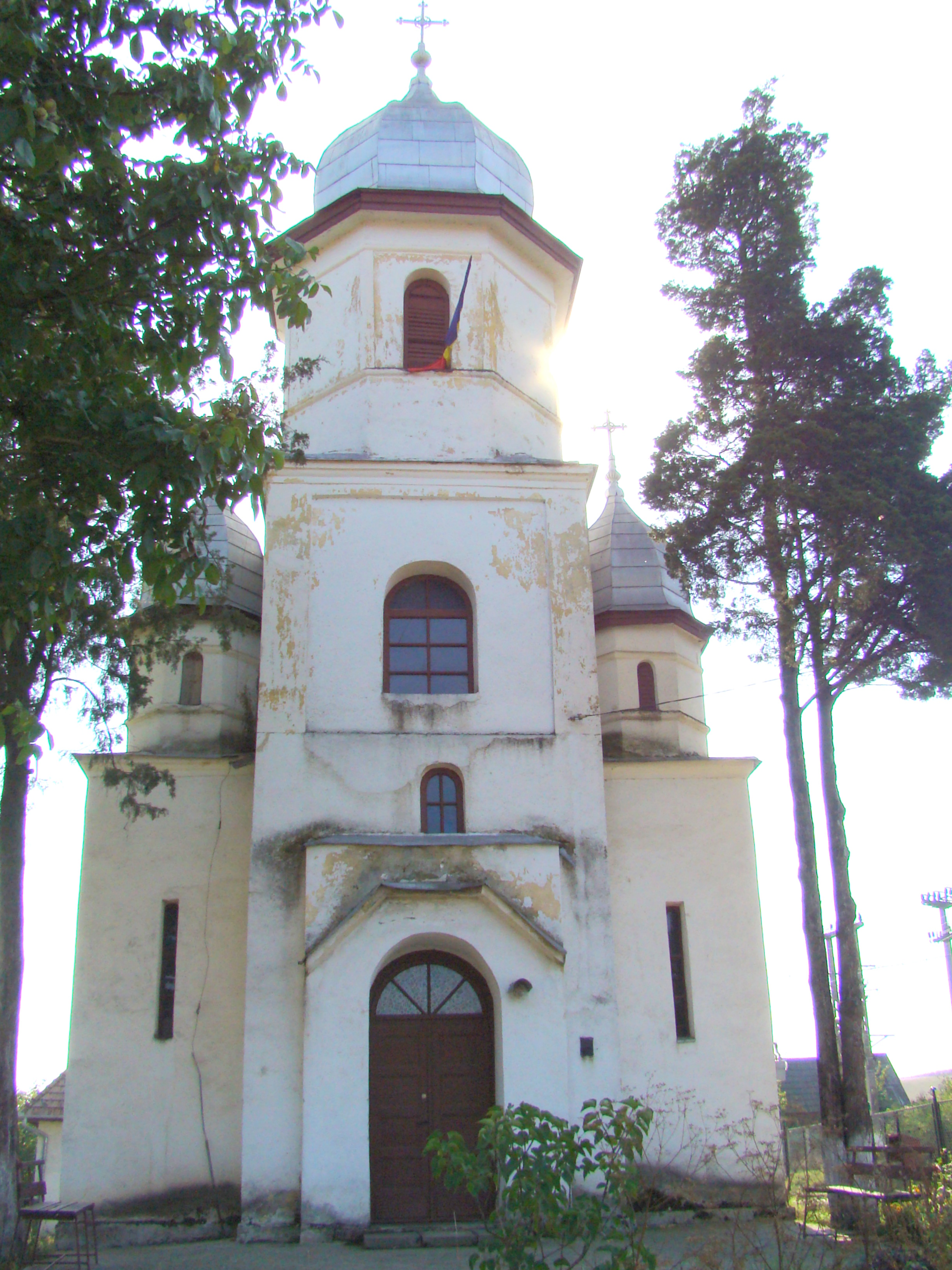
Biserica ortodoxă
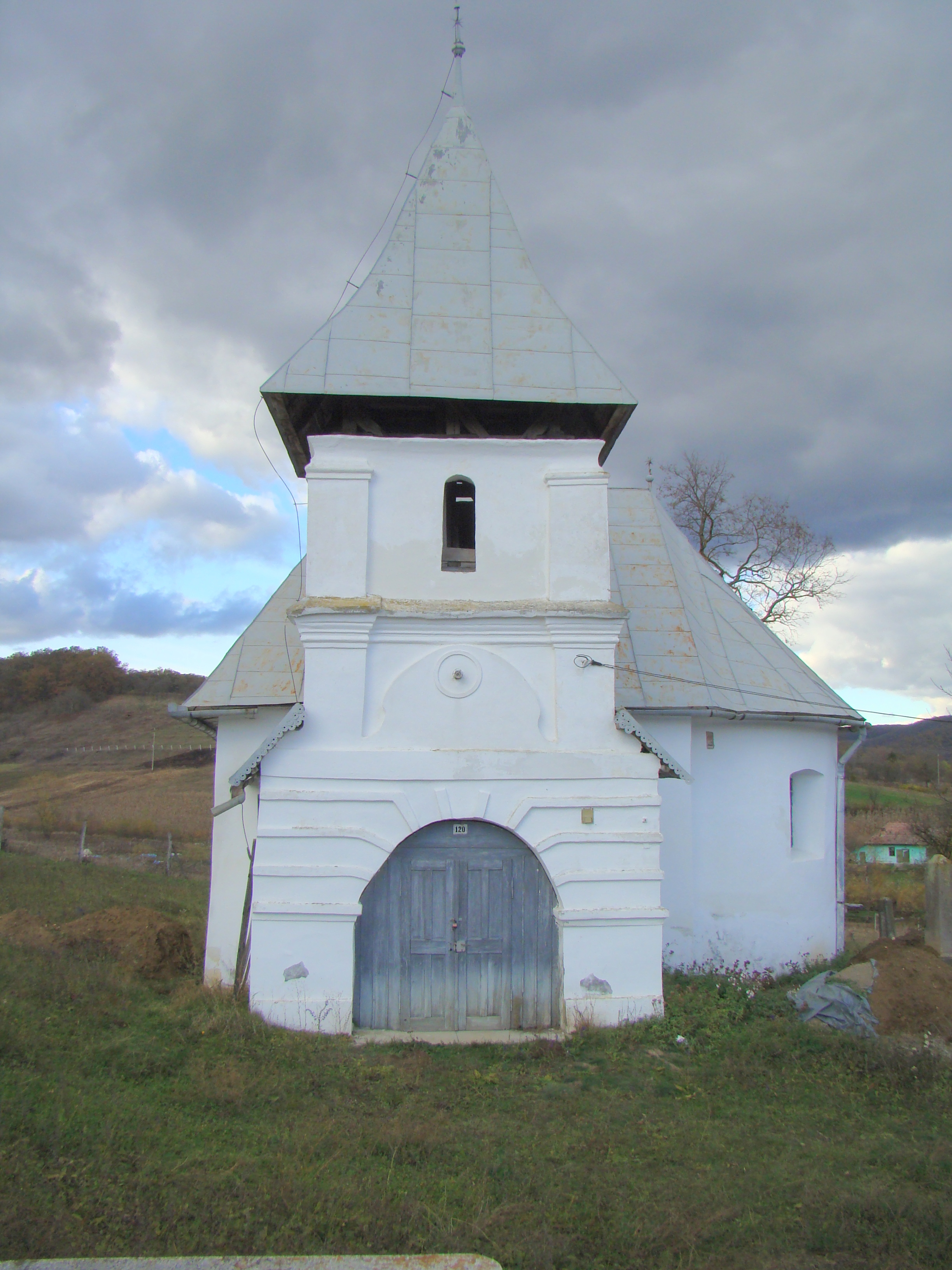
Biserica reformată (monument istoric)
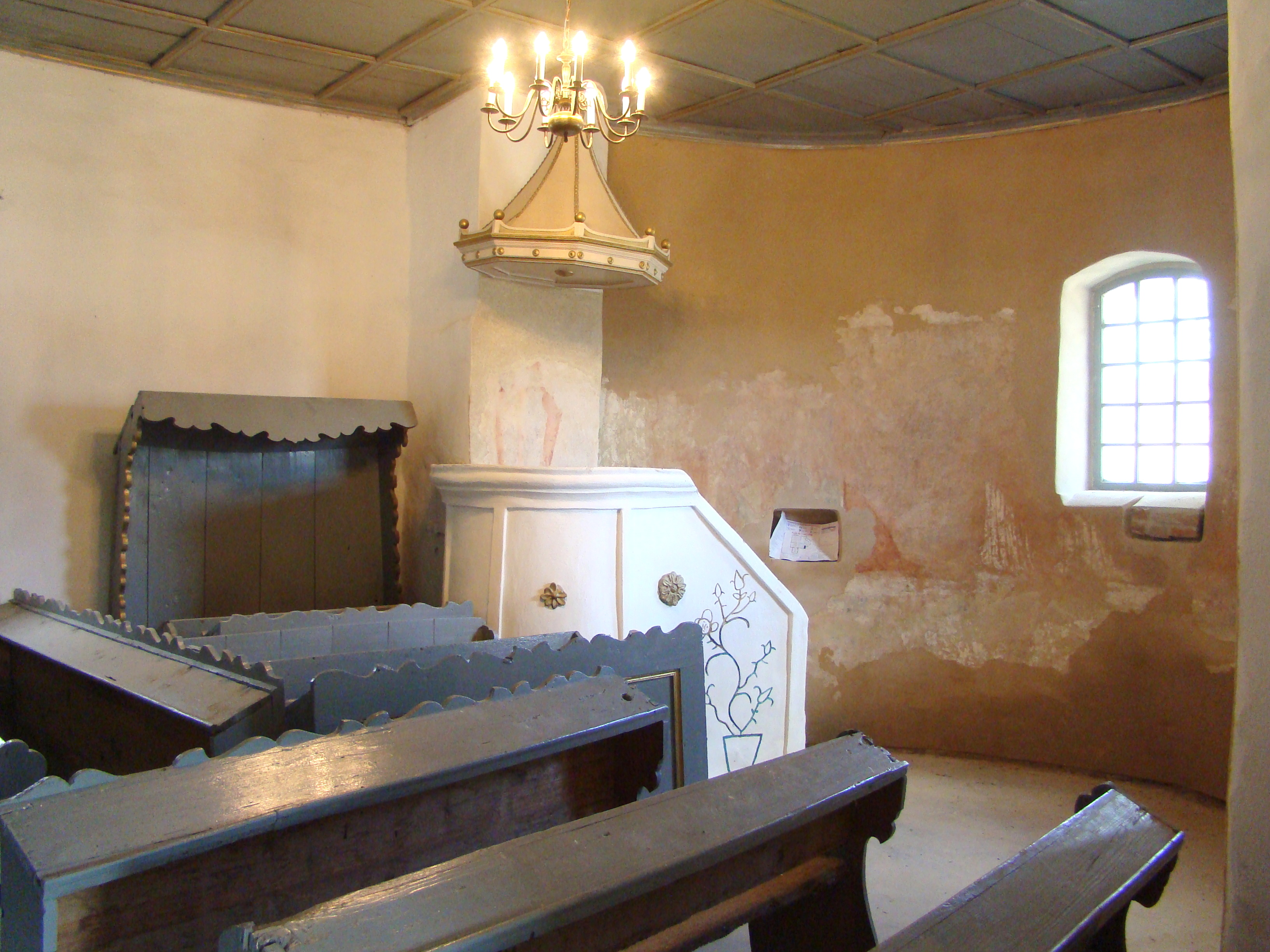
Biserica reformată (secolul XIII)
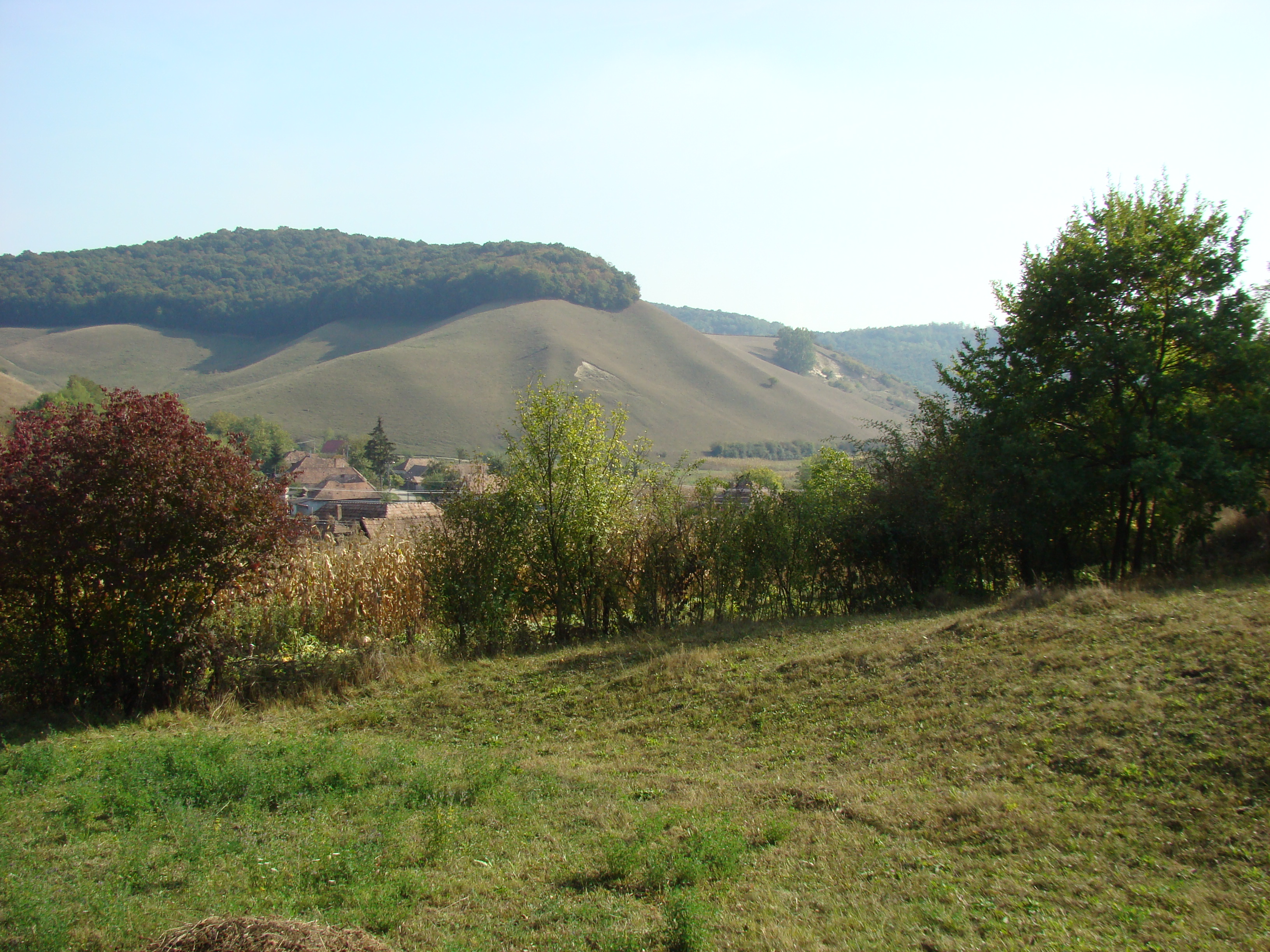
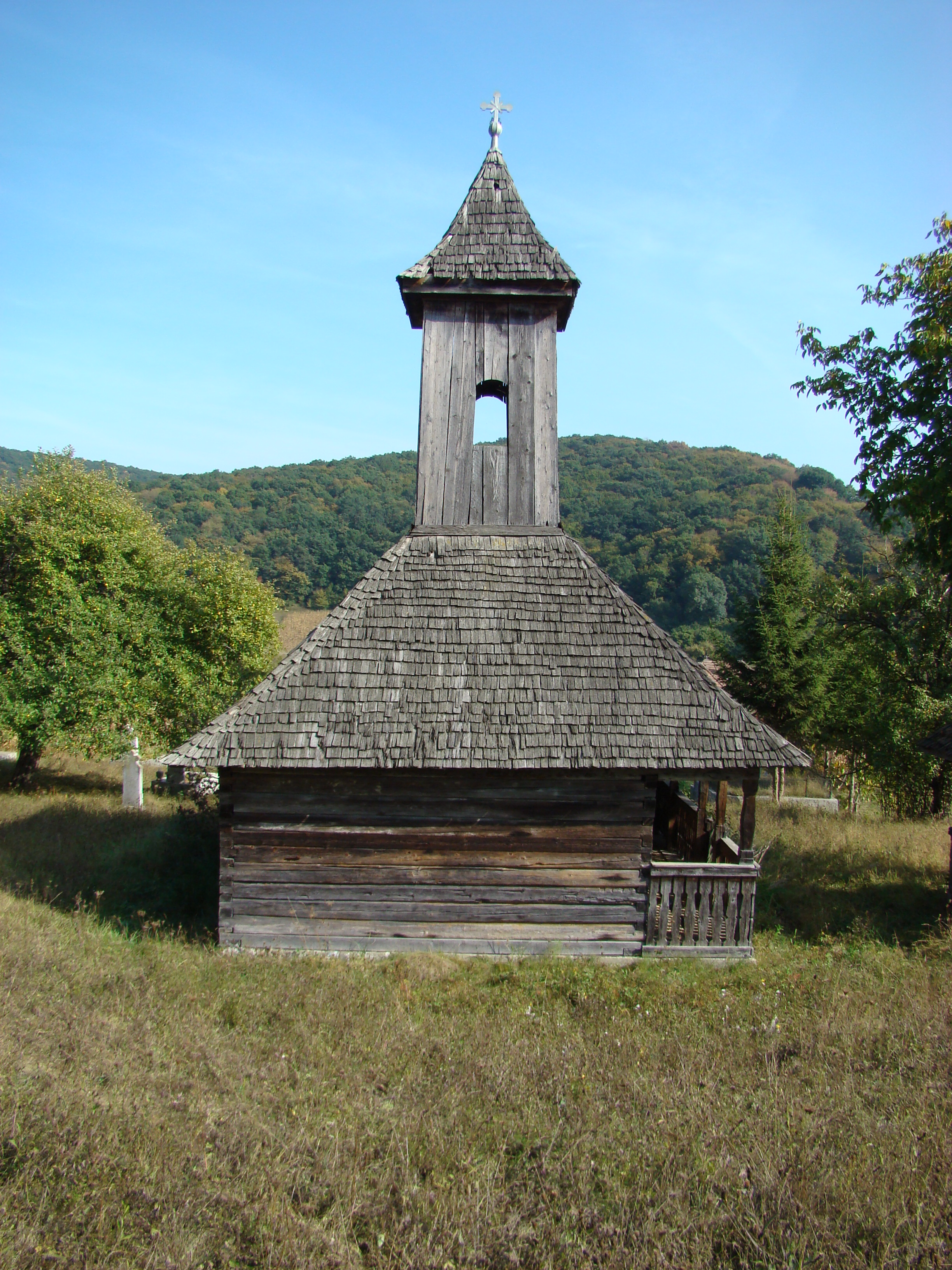
Biserica de lemn „Sf.Arhangheli” din Hărțău (monument istoric)